# アルベルト・ツィンマーマン
アルベルト・ツィンマーマン（August Albert Zimmermann、1808年9月20日 - 1888年10月18日）はドイツの風景画家である。

## 略歴
ポーランド、チェコとの国境に近い、ザクセン州のツィッタウに生まれた。3人の弟がいて、アルベルトも含めて風景画家になり、何人かはアルベルトの弟子であった。
- アルベルト・ツィンマーマン(August Albert Zimmermann:1808-1888)
- マクシミリアン（マックス）・ツィンマーマン(August Maximilian Zimmermann:1811-1878)
- ロベルト・ツィンマーマン(August Robert Zimmermann:1815–1864)
- リヒャルト・ツィンマーマン(Richard Augustus Zimmermann:1820-1875)

独学で風景画家になった後、21歳の1829年からドレスデンの美術学校で学び、1831年にミュンヘンに移った。ミュンヘンで風景画の学校を開き、多くの学生を集めた。1857年にミラノのブレラ美術アカデミーの教授に任じられた。この職はミュンヘンでの弟子、ヴァーゲン(Adalbert Waagen)が後に後任となった。1859年か1860年にウィーンに移り1872年までウィーン美術アカデミーで教えた。1880年にザルツブルクに移り、1884年頃ミュンヘンに戻りミュンヘンで没した。
ツィンマーマンが教えた学生にはパール・ラースロー やエミリー・メディツ＝ペリカン、エミール・ヤーコプ・シンドラーらがいる。

## 作品

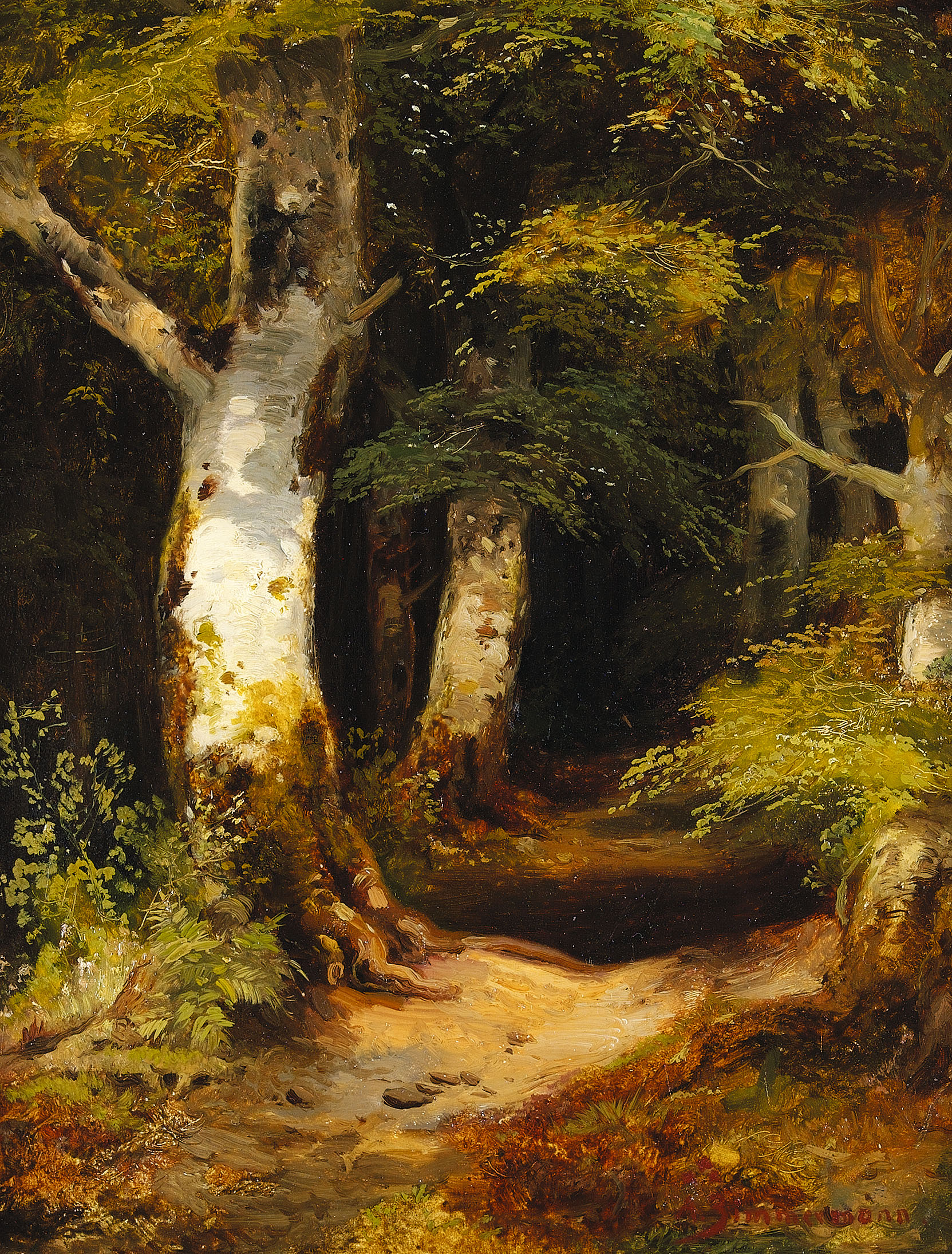
森の道
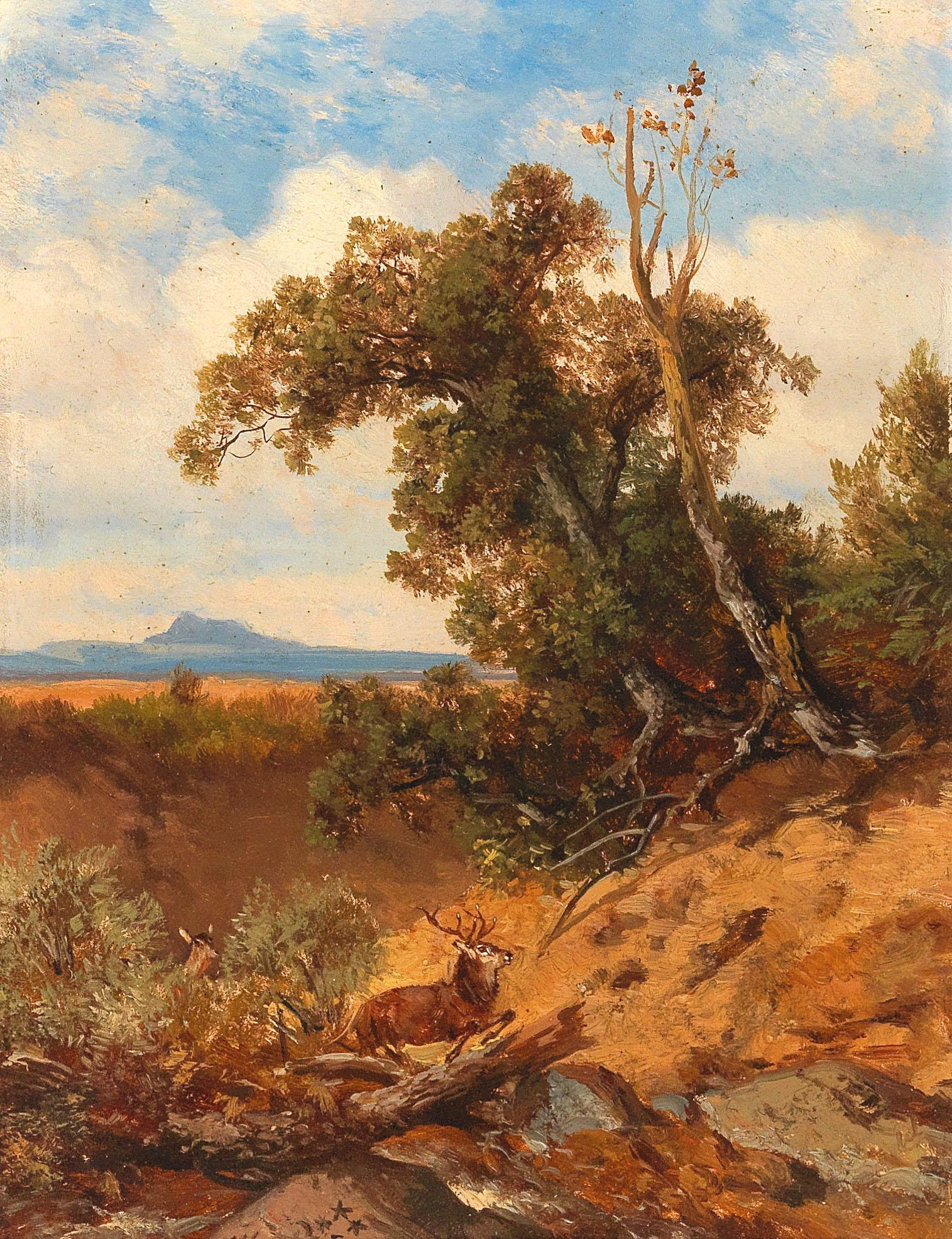
アルプスの麓の鹿
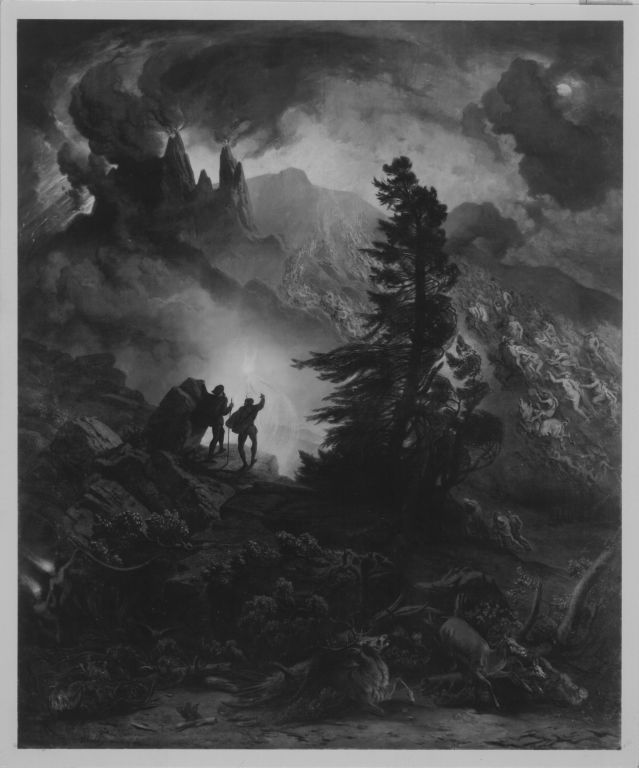
ヴァルプルギスの夜
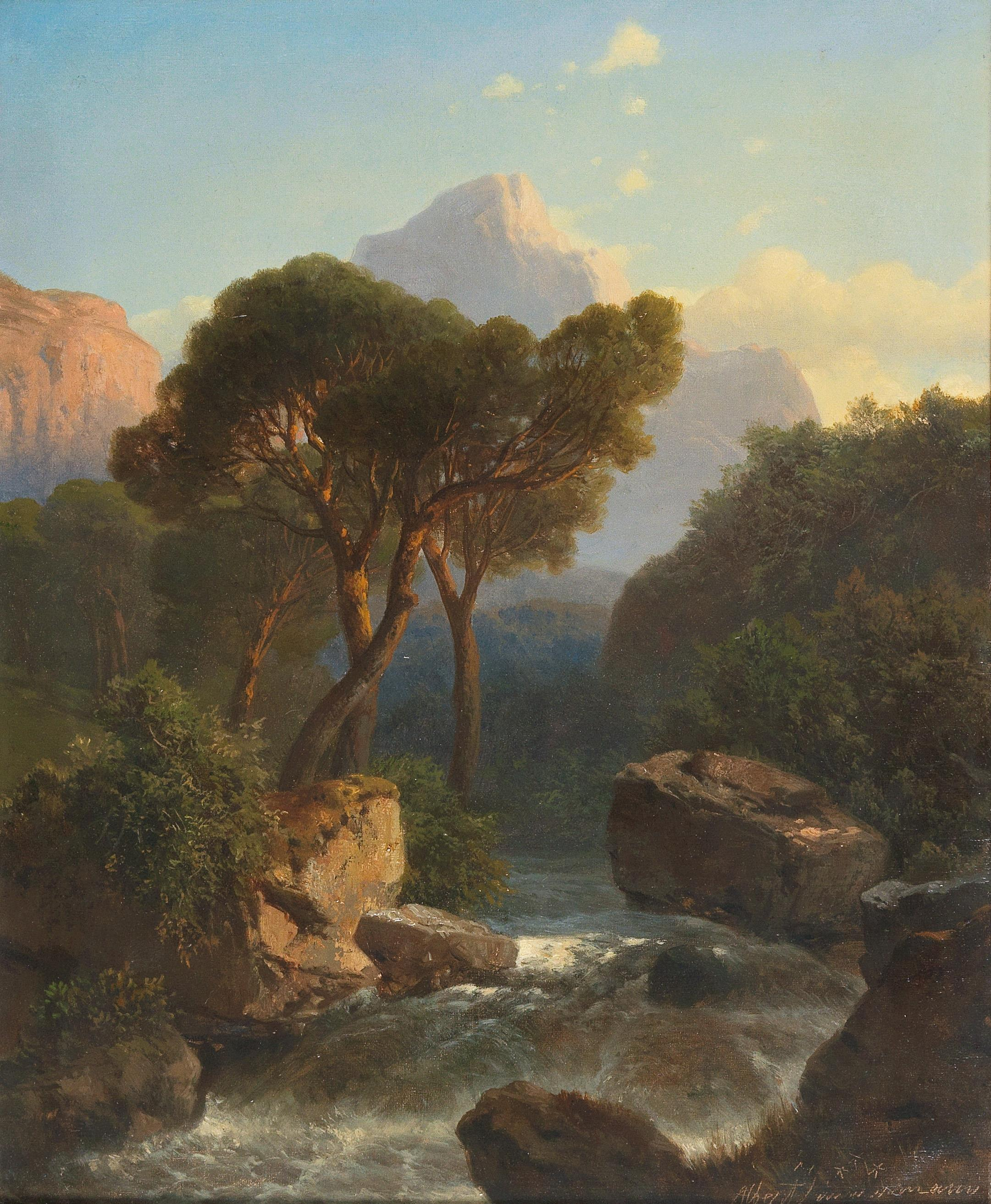

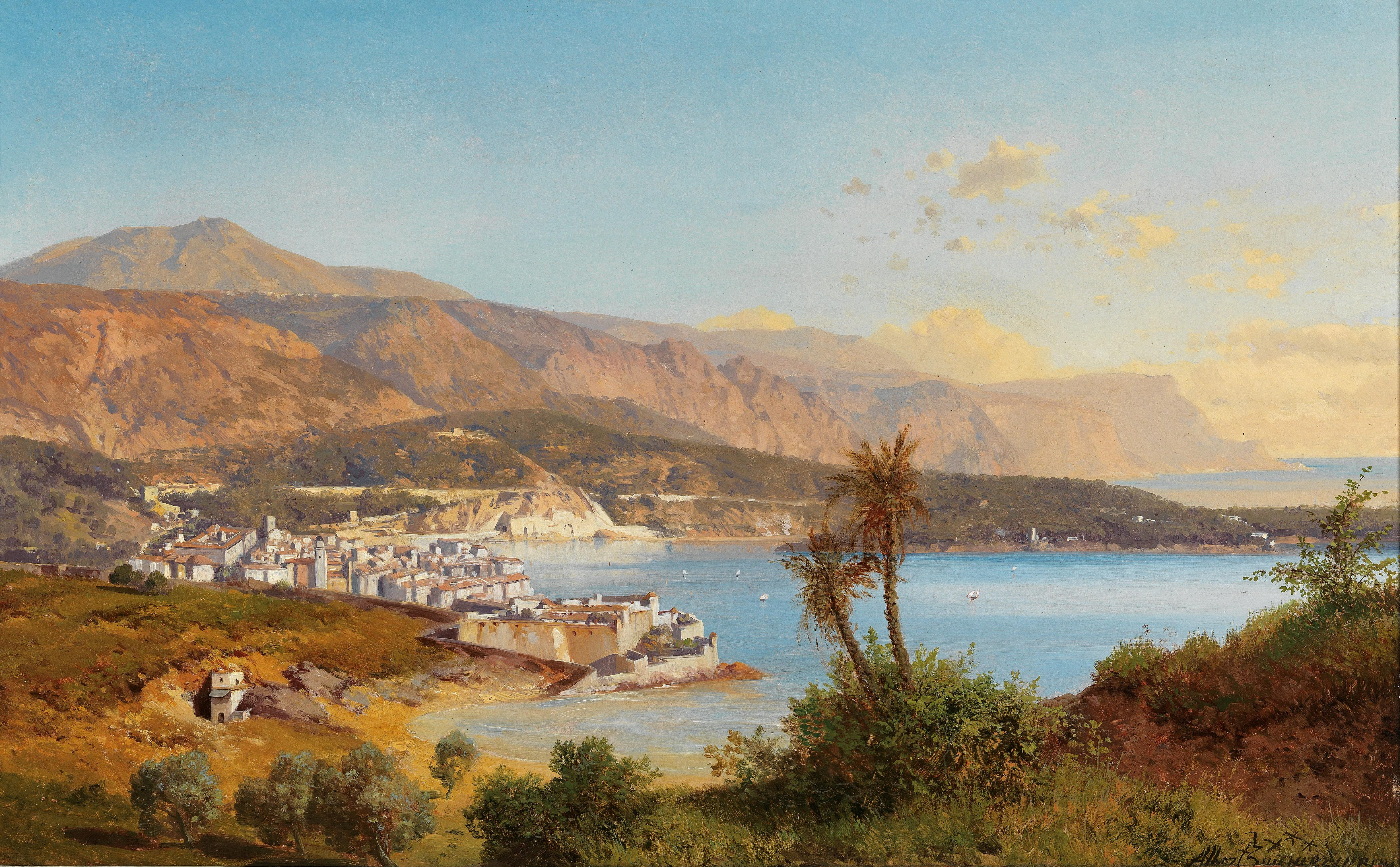
ヴィルフランシュ＝シュル＝メール
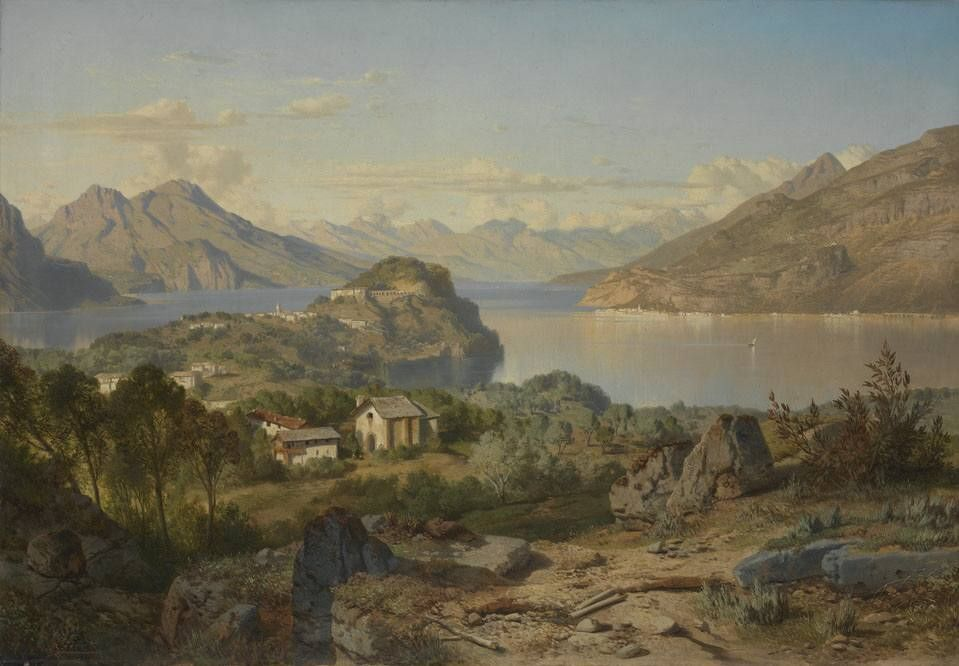
コモ湖
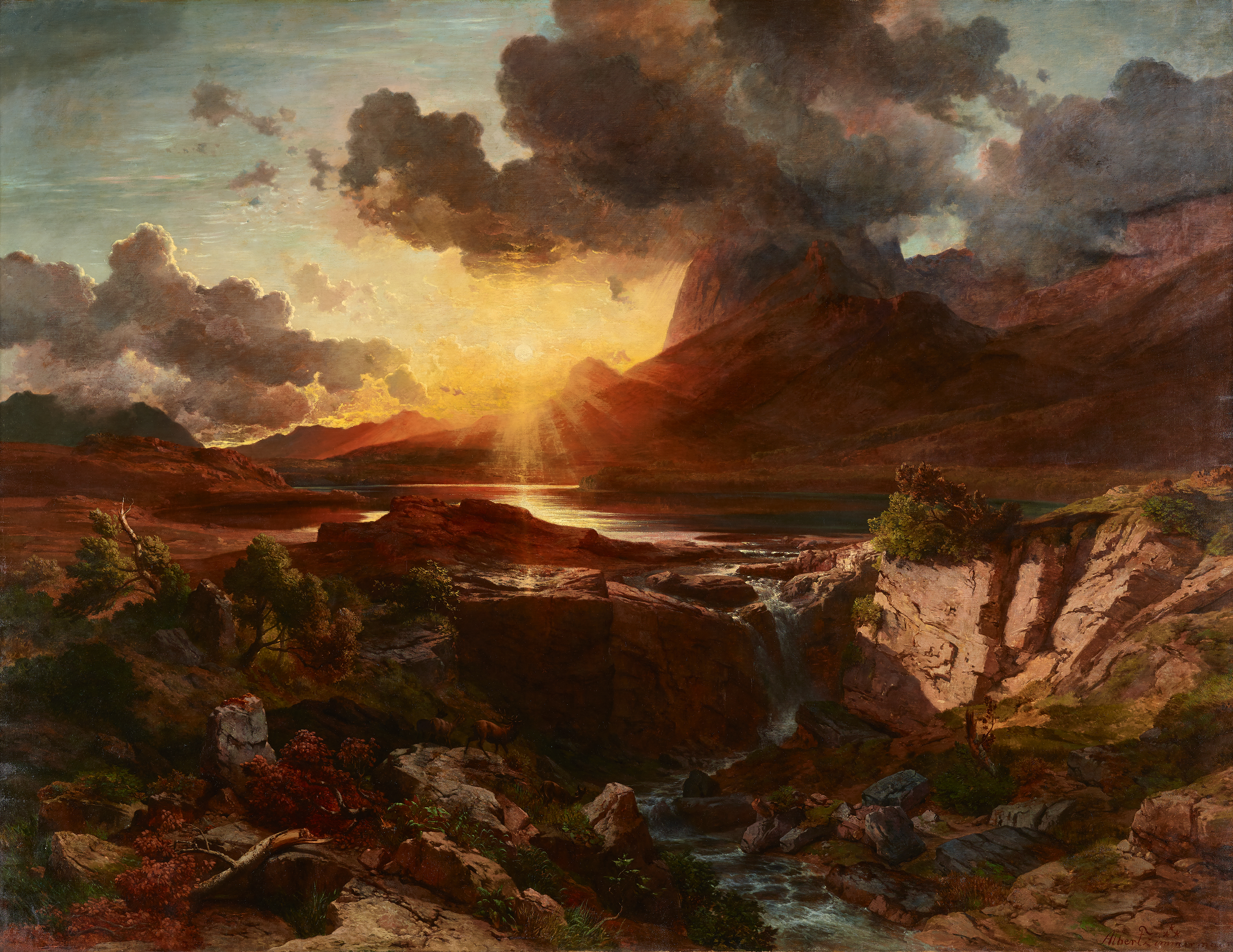